# The Riott Squad
The Riott Squad était une équipe de catcheuses Face composée de Ruby Riott et Liv Morgan, connues pour leur travail à la World Wrestling Entertainment.

## Histoire du groupe

### World Wrestling Entertainment (2017-2021)

#### Formation de l'équipe, première séparation et départ de Sarah Logan (2017-2020)
Le 21 novembre à SmackDown Live, Ruby Riott, Liv Morgan et Sarah Logan effectuent leurs débuts au show bleu, en tant que Heel, attaquent Becky Lynch, Naomi dans les vestiaires, puis plus tard dans la soirée, interrompent le match entre la championne de SmackDown, Charlotte Flair, et sa rivale Natalya, en attaquant les deux femmes. La semaine suivante à SmackDown Live, elles effectuent leur premier match en battant Charlotte Flair, Naomi et Natalya dans un 6-Woman Tag Team match.
Le 28 janvier 2018 au Royal Rumble, elles entrent respectivement dans le tout premier Royal Rumble match féminin en 15e, 11e et 3e positions, mais se font éliminer par Nia Jax, Michelle McCool et Molly Molly (la leader a éliminé Becky Lynch). Le 11 mars à Fastlane, Ruby Riott ne remporte pas le titre féminin de SmackDown, battue par Charlotte Flair par soumission.
Le 8 avril lors du pré-show à WrestleMania 34, elles ne remportent pas la toute première Woman's Battle Royal, gagnée par Naomi. Le 16 avril à Raw, lors du Superstar Shake-Up, elles sont officiellement transférées au show rouge. Elles interrompent le match entre Bayley et Sasha Banks en les attaquant et leur portant à chacune leurs prises de finition. Le 6 mai lors du pré-show à Backlash, la leader du groupe remporte sa première victoire en solo en battant Bayley. 
Le 3 juillet lors d'un Live Event, Ruby Riott est victime d'une entorse du ligament collatéral tibial au genou gauche et doit s'absenter des rings entre 2 et 3 mois, laissant donc Liv Morgan et Sarah Logan comme seules représentantes du groupe.
Le 6 août à Raw, les deux femmes battent Bayley et Sasha Banks, grâce à une distraction de leur leader, de retour de blessure.
Le 6 octobre à WWE Super Show-Down, les trois femmes perdent face à Ronda Rousey et les Bella Twins par soumission dans un 6-Woman Tag Team match. Le 28 octobre à Evolution, elles perdent face à Bayley, Sasha Banks et Natalya dans la même stipulation. Le 16 décembre à TLC, la leader du groupe perd face à la Canadienne dans un Tables match.
Le 27 janvier 2019 au Royal Rumble, elles entrent dans le Royal Rumble match féminin en 21e, 4e et 12e positions. Ruby Riott élimine Kairi Sane, Candice LeRae et Alicia Fox, avant d'être elle-même éliminée par Bayley. Liv Morgan a été éliminée par Natalya et Sarah Logan a été éliminée par la Canadienne et la Japonaise. Le 17 février à Elimination Chamber, Liv Morgan et Sarah Logan ne deviennent pas les première championnes par équipe de la WWE, battues par la Boss'n'Hug Connection dans un Elimination Chamber Tag Team match, qui inclut également Fire & Desire (Mandy Rose et Sonya Deville), Nia Jax, Tamina, les IIconics, Carmella et Naomi. De son côté, Ruby Riott ne remporte pas le titre féminin de Raw, battue par Ronda Rousey par soumission en 1:40.
Le 19 avril, lors du Superstar Shake-Up, le trio féminin se sépare, car Liv Morgan est officiellement transférée à SmackDown Live, tandis que Sarah Logan va poursuivre sa carrière en solo à Raw. Le 22 mai, Ruby Riott se blesse les deux épaules et doit s'absenter pendant des mois.
Le 2 mars 2020 à Raw, les trois femmes se retrouvent dans un contexte particulier : en effet, Ruby Riott bat Liv Morgan, aidée par le décompte rapide de Sarah Logan, arbitre spécial du match. Le 15 avril, Sarah Logan est licenciée par la WWE.

#### Reformation de l'équipe et départ de Ruby Riott (2020-2021)
Le 3 août à Raw, lors du KO Show de Kevin Owens, Ruby Riott s'excuse, en larmes, auprès de Liv Morgan pour son comportement passé et souhaiterait reformer l'équipe avec elle. Mais les deux femmes sont interrompues par les IIconics qu'elles parviennent à battre ensuite, et finissent par se réconcilier, effectuant un Face Turn. Le 30 août lors du pré-show à Payback, elles battent les IIconics.
Le 31 août à Raw, elles rebattent leurs mêmes adversaires, devenant ainsi aspirantes n°1 aux titres féminins par équipe de la WWE et provoquant la dissolution de l'équipe adverse. Le 14 septembre à Raw, elles battent Natalya & Lana.
Le 5 octobre à Raw, elles ne remportent pas les titres féminins par équipe de la WWE, battues par Nia Jax et Shayna Baszler. La semaine suivante à Raw, elles perdent la Battle Royal féminine, au profit de Lana, ne devenant pas aspirantes n°1 au titre féminin de Raw. Lors du Raw Talk, elles sont annoncées être transférées au show bleu par Stephanie McMahon. Le 22 novembre aux Survivor Series, l'équipe SmackDown (Bianca Belair, Bayley, Natalya et elles) perd face à l'équipe Raw (Nia Jax, Shayna Baszler, Lana, Lacey Evans & Peyton Royce) dans un 5-on-5 Traditional Survivor Series Woman's Elimination Match.
Le 31 janvier 2021 au Royal Rumble, elle entrent respectivement dans le Royal Rumble féminin en 9e et 13e positions, éliminent ensemble Billie Kay, avant d'être elles-mêmes éliminées par Bayley et Peyton Royce.
Le 10 avril à WrestleMania 37, elles perdent le Tag Team Turmoil Match face à Natalya et Tamina, après avoir successivement battu Lana, Naomi, Mandy Rose et Dana Brooke ne devenant pas aspirantes n°1 aux titres féminins par équipe de la WWE le lendemain. Le 2 juin, à la suite du renvoi de Ruby Riott, l'équipe est dissoute.

## Caractéristiques au catch
- Prise de finition (Ruby Riott)
  - Riott Kick (Wind Up Overhead Kick)

- Prises de finition (Liv Morgan)
  - Étranglement en guillotine[34]
  - Liv Kick (coup de pied arrière circulaire)[34]
  - Facebreaker en utilisant ses deux genoux en courant[34]
  - New Jersey's Buster (Sitdown Facebuster)[34]

- Prises de signatures (Ruby Riott)
  - Deadly Night Shade (Headscissors Driver)
  - We Riot (Diving Senton)
  - Flatliner
  - STO
  - Superkick
  - Dropkick
  - Ruby-canrana
  - Diving Crossbody

- Prises de signature (Liv Morgan)
  - Belly to back suplex[34]
  - Bulldog[34]
  - Double stomp[34]
  - Clé de cheville[34]
  - Headscissors[34]
  - Legdrop[34]
  - Monkey flip[34]
  - Moonsault[34]
  - Release belly to belly suplex[34]
  - Single leg dropkick[34]
  - Coup de pied tournoyant[34]
  - STO[34]
  - Sunset flip[34]
  - Tilt-A-Whirl headscissors takedown
  - Suicide dive
  - Springboard facebuster

- Thèmes musicaux

| Musiques d'entrées | Compositeurs | Périodes             | Fédération(s) |
| ------------------ | ------------ | -------------------- | ------------- |
| We Riot            | CFO$         | 2017-2019, 2020-2021 | WWE           |